# Albert Zavaro
Albert Zavaro, né le 25 avril 1925 à Constantinople et mort le 15 octobre 2022 à Bayeux, est un peintre français d'origine espagnole.

## Biographie
Peintre figuratif et d'inspiration surréaliste, il fait partie des artistes de la Nouvelle École de Paris. Arrivé en France, il est naturalisé et se forme à l'École des beaux-arts de Paris dans l'atelier de Brianchon de 1947 à 1950. En 1952 il est lauréat de la Casa de Velázquez. Il obtient le prix de la Maison Descartes à Amsterdam en 1953. Albert Zavaro est un ami du couple Jean Joyet et  Marcelle Deloron. Son fils, Pascal Zavaro, est un musicien reconnu. Albert Zavaro enseigne à l'École des beaux-arts de Paris et compte, entre 1970 et 1980, Nicolas Blin, Patrick Crulis, Gabor Breznay et Roberta Faulhaber parmi ses élèves.

## Collections publiques
- Collections de l'École nationale supérieure des beaux-arts de Paris
- Collections de la Casa de Velázquez, Madrid

Peintures
- Peinture murale pour les Ateliers Renault en Belgique[Lesquels ?], 1980

## Prix
- Prix de la Casa de Velázquez, 1952
- Prix de la Maison Descartes à Amsterdam, 1953
- Palmarès de l'Open d'automne (La Ciotat), 1997

## Expositions
- Salon d'automne
- Salon Comparaisons
- Salon de la Société nationale des beaux-arts
- Grands et Jeunes d'Aujourd'hui
- Jeune création
- Galerie Tamenaga, Tokyo et New-York
- Galerie RS Jhnson, Chicago, USA
- Galerie Framond à Paris depuis 1958
- Aspects de l'École de Paris - Paul Collomb, Jacques Petit, Albert Zavaro, œuvres récentes, International Galleries, Chicago, avril 1965
- Galerie Jacques Goupil, « Les Arts des Temps Présents », Alençon, 2001
- Paris, musée de la Poste, avec Calder, Guiramand, Trémois, Féraud, Prévert, Chu Teh Chun, Hamnbourg, Moretti, 2001
- Chapelle des Jésuites à Chaumont (Haute-Marne), septembre-octobre 2002

## Biographie
- Dictionnaire Bénézit
- Jean-Jacques Lévêque, « Les jeunes peintres », La Galerie des arts n°52, 1968
- Alain Valtat, Catalogue raisonné du peintre Geoffroy Dauvergne (1992-1977), Sceaux, éditeur ?[réf. nécessaire], 1996

Catalogues d'expositions (sources primaires)
- Galerie Framond, Paris, 5 ouvrages dans un coffret, catalogues d'exposition, 1965. Texte de Raymond Charmet, Georges Besson, illustration de Zavaro, expo de 1963
- Zavaro, ouvrage collectif, Galerie Framond, 1968
- Zavaro, International Galleries, Chicago, 1966-1969
- Albert Zavaro, Chicago, R.S. Johnson International Gallery, 1973
- Aspects of the Paris Shool : Recent Works By Paul Collomb, Jacques Petit, Albert Zavaro April, 1965, International Galleries